# Peadar Kearney

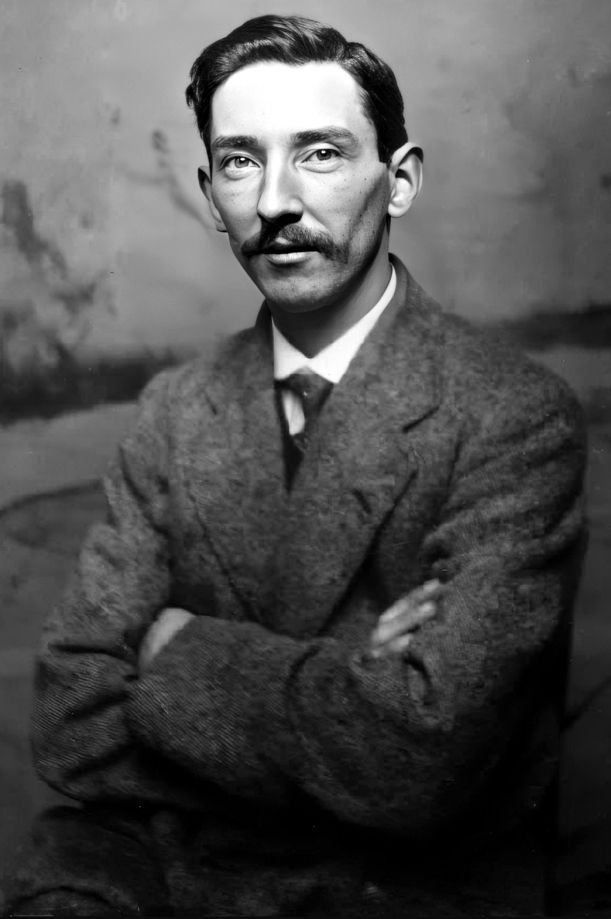

Peadar Kearney (em irlandês: Peadar Ó Cearnaígh; 12 de dezembro de 1883 - 23 de novembro de 1942) foi um Republicano irlandês e compositor de numerosas canções rebeldes. Em 1907, ele escreveu a letra de Amhrán na bhFiann (A Canção do Soldado), que passou a ser o hino nacional da Irlanda. 

## Vida
Kearney, nasceu no número 68 da Dorset Street, em Dublin, em 1883. Ele ingressou na Liga Gaélica em 1901, e na Irmandade Republicana Irlandesa em 1903. Ele foi um membro fundador dos Voluntários Irlandeses em 1913. Na Revolta da Páscoa de 1916, Kearney lutou na fábrica de biscoitos de Thomas MacDonagh. Ele fugiu antes da guarnição e foi levado em custódia. Ele foi ativo na Guerra da Independência e foi internado no Campo de Ballykinler no Condado de Down em 1920. Amigo pessoal de Michael Collins, Kearney tomou apoiou o Estado Livre Irlandês na Guerra Civil. Após a criação do Estado Livre, no entanto, ele não tomou parte na política. Ele morreu em relativa pobreza em 1942, e está enterrado no Cemitério Glasnevin, em Dublin. Kearney também testemunhou a morte do líder do IRA (Exército Republicano Irlandês), Michael Collins, em Beal nBaith, a 16 de agosto de 1922. 
As suas músicas eram muito populares entre os voluntários (que mais tarde tornou-se o IRA), no período 1913-22. A mais popular de todas foi A Canção do Soldado. Em 1926, quatro anos depois da formação do Estado Livre, a canção, Amhrán na bhFiann, foi adotada como o hino nacional. Kearney nunca recebeu qualquer regalia pela canção. 
Outras canções de Kearney, bem conhecidas, incluem Down by the Glenside (The Bold Fenian Men), The Foggy Dew, The Three-coloured Ribbon, Down by the Liffey Side e Erin Go Bragh (Erin Go Bragh foi o texto que estava sobre a bandeira do nacionalismo irlandês antes da aprovação da tricolor). 
A sua irmã, Kathleen, foi a mãe dos escritores irlandeses Brendan Behan e Dominic Behan, ambos os quais também foram republicanos e escritores de canções. 
Existe uma placa na parede do lado Oeste da Dorset Street comemorando o seu nascimento no local.